# Nahundi
Nahundi (auch Nahiti; akkadisch: Nahhunte) war der elamische Sonnengott. Er war auch Gott des Rechtes, in dessen Hain Prozesse entschieden wurden. Nahundi war auch Gott des Handels und war für Preise, die Gewichte und Maße verantwortlich. Er wurde mit dem mesopotamischen Sonnengott Utu/Šamaš gleichgesetzt.